# Dixon Hall Lewis
Dixon Hall Lewis (ur. 10 sierpnia 1802 w hrabstwie Dinwiddie, zm. 25 października 1848 w Nowym Jorku) – amerykański polityk związany z Partią Demokratyczną. Reprezentował stan Alabama w Izbie Reprezentantów Stanów Zjednoczonych, był też senatorem Stanów Zjednoczonych z tego stanu.
Urodził się w hrabstwie Dinwiddie w Wirginii. W 1806 roku przeniósł się z rodzicami do hrabstwa Hancock w Georgii. Ukończył Mount Zion Academy, a następnie, w 1820 roku, University of South Carolina. W tym samym roku przeniósł się do hrabstwa Autauga w Alabamie. W 1823 roku został przyjęty do palestry i rozpoczął praktykę w Montgomery. Od 1826 roku zasiadał w Izbie Reprezentantów stanu Alabama. Następnie został wybrany do Izby Reprezentantów Stanów Zjednoczonych. Funkcję tę zaczął pełnić 4 marca 1829 roku. Był wybierany na siedem kolejnych kadencji Izby. W latach 1831–1835 był przewodniczącym Komisji ds. Indian. Z zasiadania w Izbie zrezygnował 22 kwietnia 1844 roku, kiedy to został mianowany senatorem, aby zastąpić ustępującego Williama R. Kinga. W 1847 roku został ponownie wybrany na senatora i piastował tę funkcję do swojej śmierci w 1848 roku. Był przewodniczącym Komisji Finansów.
Został pochowany na cmentarzu Greenwood na Brooklynie.